# Daphne Millbrook
Daphne Millbrook est un personnage de fiction de la série télévisée américaine Heroes (NBC), interprété par Brea Grant.

## Son histoire

### Passé
Enfant, Daphné vit à la campagne avec ses parents et elle marche souvent avec sa mère en tenant la médaille d'athlétisme de celle-ci dans les champs de mais. À trois ans, elle est devenue handicapée et ne peut plus marcher. Peu après, sa mère attrape un cancer et meurt. Après ses funérailles, la jeune fille découvre ses pouvoirs et l'annonce à son père. C'est alors qu'apparait Thompson, voulant l'utiliser comme cobaye à la compagnie. Ne voulant pas de cette vie, Daphné s'enfuit et devient voleuse pour Samir Mellouk en Europe. Après la capture de ce dernier par des agents, Daphné va au Japon, l'amenant sur la trace de Hiro Nakamura ...

### Volume 3: Villains
Daphné est engagée par Arthur Petrelli pour travailler pour la compagnie Pinehearst. Elle vole pour lui la moitié de la formule pouvant donner des pouvoirs à Hiro Nakamura et Ando Masahashi puis elle parvient à leur échapper à Paris. Par la suite, elle leur vole la deuxième moitié qu'ils ont eux-mêmes volés à l'haitien. Elle s'allie ensuite à Knox puis voit Hiro tuer Ando et lui donne la mission de recruter Usutu. Le soir, elle voit une illusion de Linderman qui lui donne ses prochaines missions.
Elle va ensuite à la compagnie, parle à Sylar puis s'enfuit avec Flint Gordon. Elle donne aussi une carte de Pinehearst à Mohinder Suresh en voyant fugitivement que ce dernier a capturé Nathan Petrelli et Tracy Strauss. Puis elle retrouve Matt Parkman mais celui-ci lui avoue qu'il a rêvé du futur et qu'ils étaient mariés. Par la suite, elle rejoint Arthur Petrelli et ses hommes de main puis elle voit le vieil homme voler les pouvoirs de son fils, Peter. Elle a ensuite l'ordre de tuer Matt mais elle n'y parvient pas et fait semblant de s'allier à lui sur ordre d'Arthur. 
Tous deux retrouvent Angela Petrelli puis entrent ensemble dans sa tête. Arthur révèle la trahison de Daphnée mais celle-ci dit à Matt qu'il l'aime et ils libèrent Angela. Ils retrouvent ensuite Claire Bennet ainsi que Peter et Nathan puis ils s'allient tous pour stopper Arthur. Alors que Daphné, Matt et Ando ont pour mission de retrouver Hiro, celle-ci s'enfuit et rentre chez elle. Matt la retrouve et découvre qu'elle est handicapée des jambes, à cause de l'éclipse qui a supprimé les pouvoirs des heroes. Après la fin de cette dernière, elle retrouve son pouvoir puis l'unit avec celui d'Ando et sauve Hiro, piégé dans le passé. Après être revenu, elle embrasse Matt.

### Volume 4: Fugitives
Au début de ce volume, Daphné tente de vivre normalement avec Matt. Après que ce dernier ait disparu, elle va au Japon et revoit Ando qui lui dit que Hiro a aussi disparu. Après les avoir localisés, ils les rejoignent puis Daphné délivre Claire Bennet de Nathan Petrelli avant de se faire tirer dessus par Danko. Par la suite, elle est maintenue en vie par Nathan, qui l'utilise pour menacer Mohinder.
Plus tard, Matt la libère, l’emmène à l’hôpital, puis crée une illusion pour elle où ils sont heureux et en couple. Après s'en être rendu compte, il s'excuse et dit qu'il n'aurait jamais dû faire cela et qu'il est désolé, mais elle lui répond qu'elle ne l'est pas et qu'elle est heureuse de partager ce moment avec lui. Elle lui demande cependant de la laisser s'en aller après lui avoir accordé un dernier caprice : l'emmener sur la lune. Matt stoppe ensuite l'illusion tandis que Daphné meurt.

### Pouvoir
Daphné peut se déplacer à une vitesse à peine moindre que celle de la lumière. De ce fait, elle est la voleuse la plus douée du monde. Elle se sert d'abord de son pouvoir au profit d'Arthur Petrelli, pour qui elle vole des documents. Son pouvoir lui permet aussi de contourner celui de Hiro Nakamura : quand ce dernier utilise son pouvoir de figer le temps, Daphné conserve la liberté de ses mouvements, mais à vitesse normale.
Enfant, elle souffrait d'une paralysie des jambes. Quand elle prit connaissance de ces pouvoirs, cela lui permit d'abord de remporter divers médailles.
Son pouvoir est amélioré quand Ando utilise sa capacité de chargeur de pouvoir sur elle : Daphné bouge alors mille fois plus vite encore et peut voyager dans le temps.

### Futur Alternatif
Dans un futur alternatif que voit Matt Parkman en rêve, Daphné travaille toujours pour la Compagnie dans une équipe composée d'elle-même, de Knox et de Claire. Elle est mariée avec Matt et ils ont un bébé, Danielle, du nom de la grand-mère de Daphné. Ensemble, ils tentent d'élever Molly, la petite fille dont le pouvoir est de localiser les gens où qu'ils soient dans le monde. Peter Petrelli est transporté dans ce futur par une version de lui-même âgée de quatre ans de plus. 
Claire parvient à tuer le Peter du futur et se met en chasse du Peter du passé. Matt est de plus en plus inquiet au sujet de Daphné, car elle continue de risquer sa vie. Elle promet à Matt que cette mission sera la dernière et demande à Molly de localiser Peter. Ce dernier est à l'ancienne maison de Claire, où réside maintenant Sylar, qui dans ce futur alternatif, a un garçon et est devenu pacifiste. Daphné, Claire et Knox arrivent à la maison et une bagarre commence : Claire est assommée, tandis que Knox se bat contre Sylar, et que Daphné combat Peter (sa rapidité l'avantage). Accidentellement, Knox tue le fils de Sylar; ce dernier perd le contrôle et une source d'énergie nucléaire commence à l'envahir (pouvoir qu'il a récupéré en tuant Ted Sprague). Sylar explose en une vague nucléaire qui raye Costa Verde de la carte. 
Dans un laboratoire de la Compagnie, Peter a survécu, de même que Claire car ils ont tous deux utilisé le pouvoir de cette dernière. En revanche, Knox est mort, de même que les habitants de Costa Verde. Devant la télévision, Matt et Molly sont catastrophés. On frappe à leur porte. Matt ouvre et Daphné se tient sur le seuil. Elle est parvenue à courir et à échapper à l'explosion, mais son pull brûlé et son dos boursouflé font comprendre à Matt qu'elle a été prise dans l'explosion, et elle meurt dans ce futur alternatif dans les bras de Matt et sous les yeux de Molly.